# Лівінгстон-ВІлер (Нью-Мексико)
Лівінгстон-ВІлер (англ. Livingston Wheeler) — переписна місцевість (CDP) в США, в окрузі Едді штату Нью-Мексико. Населення — 691 особа (2020).

## Географія
Лівінгстон-ВІлер розташований за координатами 32°23′26″ пн. ш. 104°12′11″ зх. д. / 32.39056° пн. ш. 104.20306° зх. д. (32.390689, -104.203163).  За даними Бюро перепису населення США в 2010 році переписна місцевість мала площу 4,21 км², з яких 4,21 км² — суходіл та 0,00 км² — водойми.

## Демографія
Згідно з переписом 2010 року, у переписній місцевості мешкало 609 осіб у 205 домогосподарствах у складі 150 родин. Густота населення становила 145 осіб/км².  Було 223 помешкання (53/км²).
Расовий склад населення:
| - 77,2 % — білих - 1,1 % — чорних або афроамериканців - 18,2 % — осіб інших рас |

До двох чи більше рас належало 3,4 %. Частка іспаномовних становила 57,1 % від усіх жителів.
За віковим діапазоном населення розподілялося таким чином: 29,6 % — особи молодші 18 років, 56,8 % — особи у віці 18—64 років, 13,6 % — особи у віці 65 років та старші. Медіана віку мешканця становила 37,3 року. На 100 осіб жіночої статі у переписній місцевості припадало 101,7 чоловіків;  на 100 жінок у віці від 18 років та старших — 99,5 чоловіків також старших 18 років.
Середній дохід на одне домашнє господарство  становив 72 289 доларів США (медіана — 79 554), а середній дохід на одну сім'ю — 78 917 доларів (медіана — 85 121). За межею бідності перебувало 2,5 % осіб, у тому числі 0,0 % дітей у віці до 18 років та 16,2 % осіб у віці 65 років та старших.
Цивільне працевлаштоване населення становило 180 осіб. Основні галузі зайнятості: освіта, охорона здоров'я та соціальна допомога — 47,2 %, фінанси, страхування та нерухомість — 19,4 %, роздрібна торгівля — 12,2 %, науковці, спеціалісти, менеджери — 11,7 %.